# Icadyptes salasi
Icadyptes salasi (лат.) — вид гигантских пингвинообразных, существовавших в позднем эоцене в тропической части Южной Америки, единственный в роде Icadyptes.
Родовое название состоит из двух частей: «Ica» — по названию перуанского региона Ика, где был найден его скелет, и «dyptes» — греческий корень, означающий «ныряльщик». Видовое название дано в честь известного перуанского палеонтолога Родольфо Саласа.
Ископаемые остатки представителей этого вида (а также раннеэоценового вида Perudyptes devriesi) были обнаружены в пустыне (департамент Ика) учёными из Университета Северной Каролины под руководством Джулии Кларке.
Икадиптес достигал размеров в 1,5 м — гораздо больше, чем любой из ныне существующих видов пингвинов. Он имел исключительно длинный клюв, похожий на клюв цапель. Учёные, описавшие этот вид, полагают, что длинный остроконечный клюв может быть предковой чертой для всех пингвинов. Icadyptes salasi — третий по величине из известных видов пингвинов.
Icadyptes salasi и Perudyptes devriesi были распространены в тёплых широтах во времена, когда температура на планете была наибольшей за последние 65 миллионов лет. Из ныне живущих видов только очковый и галапагосский пингвины предпочитают такой климат.
Найденные ископаемые привели к пересмотру взглядов учёных на эволюцию и распространение пингвинообразных. Ранее учёные полагали, что пингвины были распространены в полярных широтах Антарктики и в Новой Зеландии, и распространились в сторону экватора около 10 миллионов лет назад. Icadyptes salasi жил в период максимального потепления, следовательно пингвины должны были приспособиться к тёплому климату примерно на 30 миллионов лет раньше, чем предполагали прежде.